# Großpostwitz
Großpostwitz (en sorabe: Budestecy) est une commune de Saxe (Allemagne), située dans l'arrondissement de Bautzen, dans le district de Dresde.

## Personnalités liées à la ville
- Korla Awgust Kocor (1822-1904), compositeur né à Berge.